# Český Dvůr

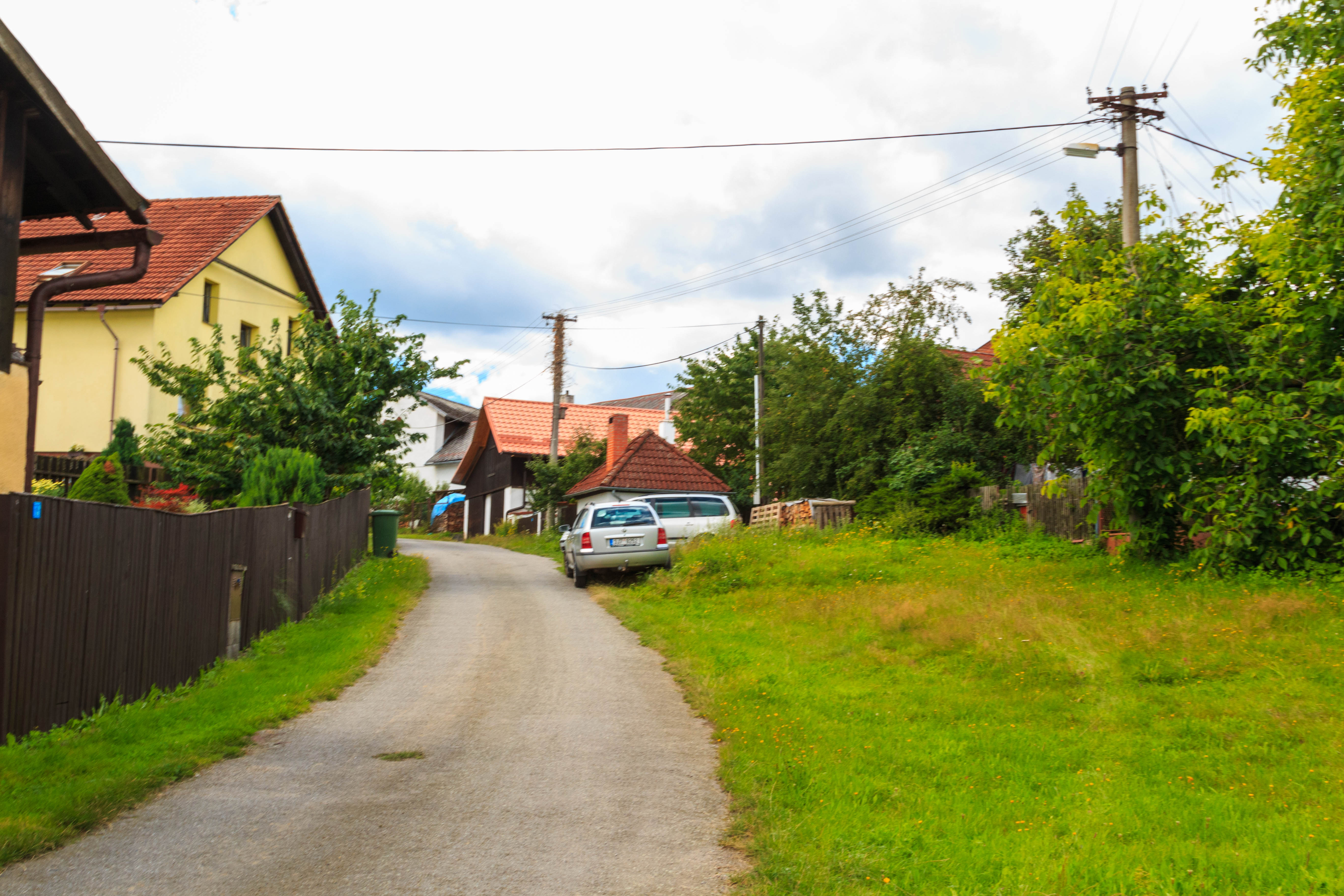
Ortsansicht

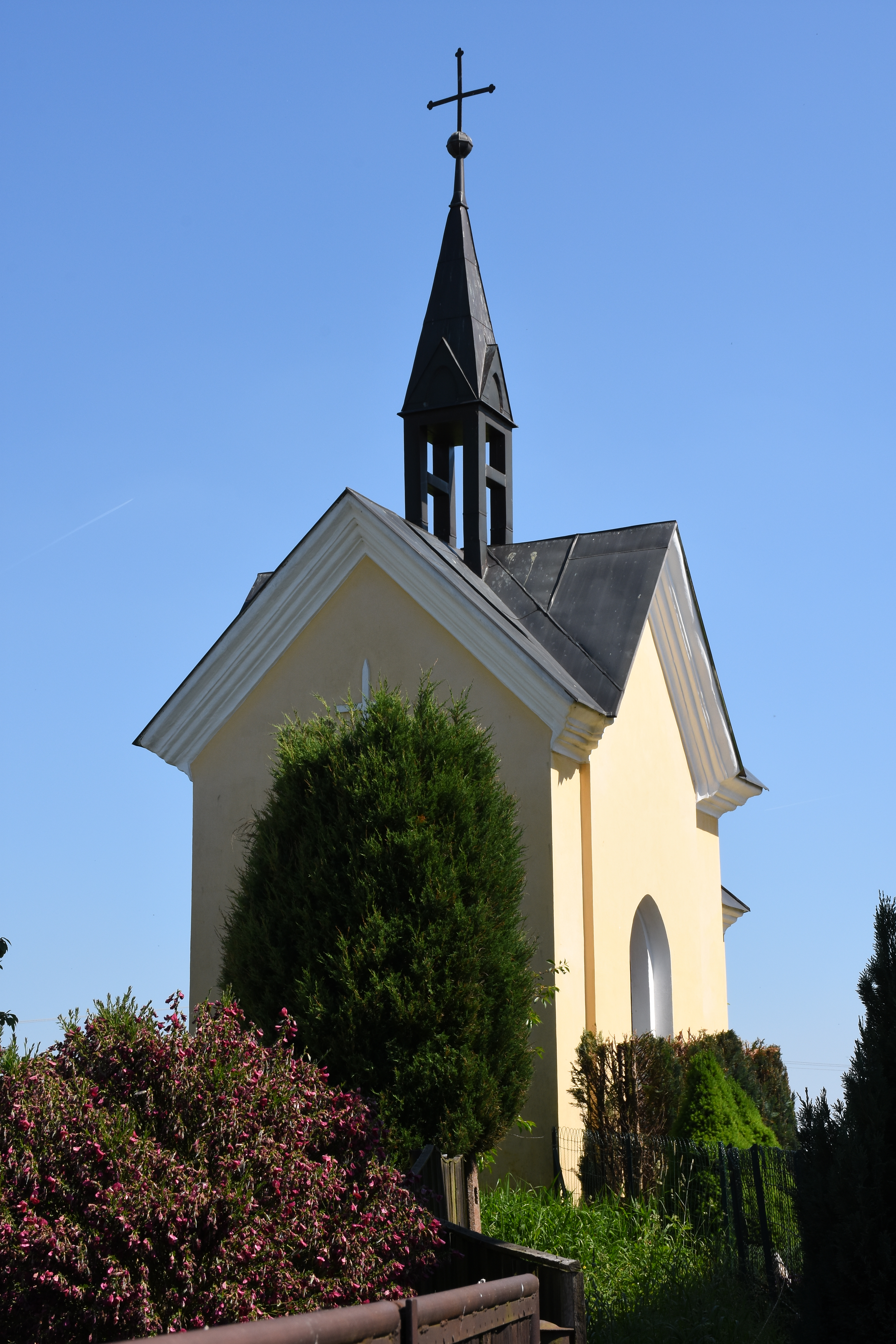
Kapelle

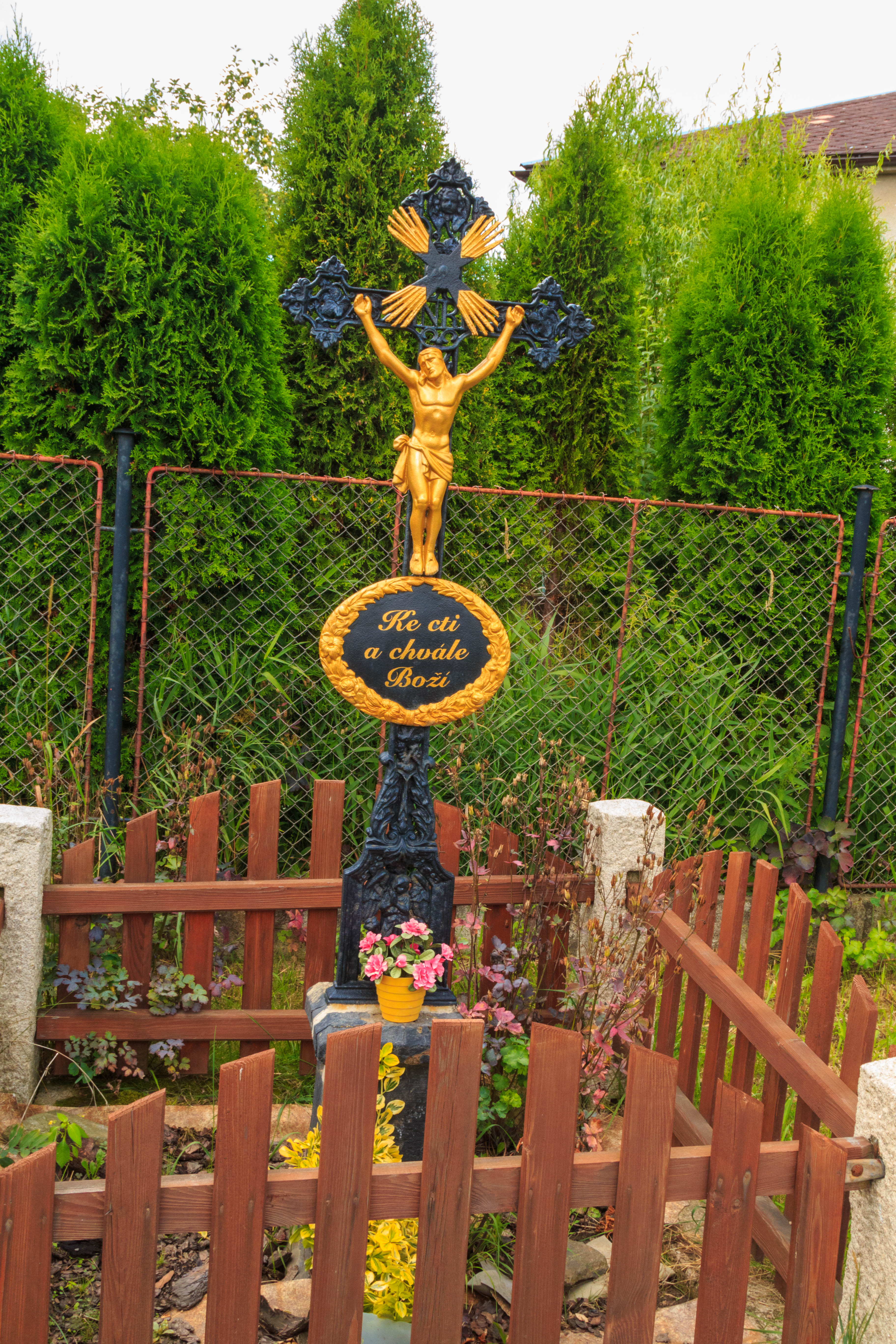
Kreuz auf dem Dorfplatz

Český Dvůr (deutsch Böhmisch Pfaffendorf, auch Böhmischhof) ist eine Grundsiedlungseinheit der Gemeinde Knyk in Tschechien. Sie liegt vier Kilometer nördlich des Stadtzentrums von Havlíčkův Brod und gehört zum Okres Havlíčkův Brod.

## Geographie
Český Dvůr befindet sich auf einer Hochebene zwischen den Tälern der Bäche Cihlářský potok und Žlabský potok in der Hornosázavská pahorkatina (Hügelland an der oberen Sázava). Durch den Ort verläuft die Staatsstraße II/344 zwischen Havlíčkův Brod und Chotěboř. Nordöstlich erhebt sich der Chrastské (514 m n.m.), im Osten der V kaple (506 m n.m.), südöstlich der Velkohuby (513 m n.m.). Westlich bis südlich des Dorfes erstreckt sich entlang des Cihlářský potok eine Kaskade von Teichen: Štíčí rybník, Zádušní rybník, Pfaffendorfský rybník, Hajdovec und Cihlář. 
Nachbarorte sind Karlov und Dolní Krupá im Norden, Chrast und U Louže im Nordosten, Ve Stráni und Lažany im Osten, Břevnice und U Myslivců im Südosten, Občiny, Vršovice, Kokořín und Sídliště Výšina im Süden, Rozkoš, Perknov und Vlkovsko im Südwesten, Kotlasův Dvůr und Rozňák im Westen sowie Knyk im Nordwesten.

## Geschichte
Nach der Gründung der Stadt Brod Smilonis wurde in der Mitte des 13. Jahrhunderts in deren Weichbild in ein bis zwei Kilometern Entfernung ein Gürtel von landwirtschaftlichen Einzelhöfen der Broder Bürger angelegt. Die Bewirtschaftung der Höfe erfolgte nicht durch die Bürger selbst, sondern durch freie Erbpächter, die dafür einen festen Schoss zahlten. Die Höfler waren anfänglich ganz freie Bauern und wurden im 14. Jahrhundert unter Befreiung von fast allen Verpflichtungen der Grundobrigkeit untertänig. Im Gegensatz zu den böhmischen Freihöfen waren die Höfler nicht landtäflig belehnt, sie standen mit den Eigentümern in einem erblichen emphyteutischen Verhältnis. Die Rechtsstellung der Höfler ist vergleichbar mit den Künischen Freibauern, nirgends sonst im Königreich Böhmen lagen die Freihöfe in einer solchen Dichte wie um Brod Smilonis. Es wird angenommen, dass die in Sichtweite der Bergstadt befindlichen Höfe zugleich auch deren Schutz und zur Warnung vor herannahenden feindlichen Truppen dienten. 
Nachdem die Stadt Deutschbrod 1422 von den Hussiten unter Jan Žižka erobert und zerstört worden war, bemächtigte sich Nikolaus Trčka von Lípa der Stadtgüter und schlug sie seiner Burg Lipnitz zu. Nach der Wiederbesiedlung von Deutschbrod mit tschechischer Bevölkerung erhielt die Stadt nur einen geringen Teil der Höfler zurück. 
In der Seelenliste von 1651 sind für den Böhmischen Hof bzw. Český Faffendorf vier Bauernfamilien mit 24 Personen aufgeführt. Im Jahre 1784 emphyteutisierte die Stadtgemeinde Deutschbrod ihre drei Meierhöfe Neuhof, Böhmischhof und Brenntenhof. 1787 standen in Böhmisch Pfaffendorf 5 Häuser.
Im Jahre 1840 bestand die im Caslauer Kreis gelegene und nach Knik konskribierte Dominikalansiedlung Böhmisch-Pfaffendorf aus 6 Häusern. Pfarrort war Unter-Kraupen. Bis zur Mitte des 19. Jahrhunderts blieb Böhmisch-Pfaffendorf der königlichen Stadt Teutschbrod untertänig.
Nach der Aufhebung der Patrimonialherrschaften bildete Český Dvůr ab 1849 einen Ortsteil der Gemeinde Knyk im Gerichtsbezirk Deutschbrod. Ab 1868 gehörte die Ansiedlung zum Bezirk Deutschbrod. 1921 lebten in Český Dvůr 95 Personen. Český Dvůr wurde 1927 an das Elektrizitätsnetz angeschlossen. Am 30. April 1976 erfolgte die Zwangseingemeindung von Knyk mit seinen Ortsteilen nach Havlíčkův Brod. Seit dem 24. November 1990 besteht die Gemeinde Knyk wieder. Beim Zensus von 1991 hatte Český Dvůr 55 Einwohner. 2001 waren es 63 und im Jahre 2011 60.

## Ortsgliederung
Die Grundsiedlungseinheit Český Dvůr gehört zum Ortsteil Knyk und bildet einen Katastralbezirk.

## Sehenswürdigkeiten
- Neogotische Kapelle, erbaut 1903, Kulturdenkmal[8]
- Gusseisernes Kreuz
- Sühnekreuz, es stammt wahrscheinlich aus dem 17. Jahrhundert und ist als Kulturdenkmal geschützt.[9]